# Культовые сооружения Минска

Культовые сооружения Минска — список храмов всех религий (соборов, церквей, домов молитвы, синагог, мечетей, хурулов), а также монастырей, часовен, крещален, залов омовений и отпеваний, кладбищ и других сооружений.

## Православные
| Название                                                                                                 | Местоположение         | Статус                             |
| --- | ---------------------- | ---------------------------------- |
| Кафедральный собор Сошествия Святого Духа                                                                | ул. Кирилла и Мефодия  | действующий                        |
| Церковь святого благоверного князя Александра Невского                                                   | ул. Козлова            | действующий                        |
| Церковь во имя святой мученицы Татианы                                                                   | ул. Руссиянова 50      | временное молитвенное помещение    |
| Собор святых апостолов Петра и Павла                                                                     | ул. Раковская          | действующий                        |
| Церковь святой равноапостольной Марии Магдалины                                                          | ул. Киселёва           | действующий                        |
| Храм Покрова Пресвятой Богородицы                                                                        | пр. Победителей 82     | действующий                        |
| Церковь иконы Божией Матери «Взыскание погибших»                                                         | ул. Карастояновой      | действующий                        |
| Храм иконы Божией Матери «Всех скорбящих Радость»                                                        | ул. Притыцкого         | действующий                        |
| Церковь святого великомученика Георгия Победоносца                                                       | ул. Голодеда           | действующий                        |
| Всехсвятская церковь (Храм-памятник в честь Всех Святых и в память безвинно убиенных во Отечестве нашем) | ул. Калиновского       | действующий                        |
| Церковь Владимирской иконы Божией Матери                                                                 | Волжский пер.          | действующий                        |
| Церковь святого праведного Иова Многострадального                                                        | ул. Ф. Скорины         | действующий                        |
| Храм Воскресения Христова                                                                                | ул. Гамарника          | действующий                        |
| Церковь святой преподобной Евфросинии Полоцкой                                                           | ул. Притыцкого         | действующий                        |
| Церковь святого великомученика Пантелеимона                                                              | Уручье                 | действующий                        |
| Храм святого пророка Захарии и святой праведной Елисаветы                                                | ул. Стахановская       | действующий                        |
| Церковь святого апостола Андрея Первозванного                                                            | Ул. Малинина           | действующий                        |
| Храм преподобного мученика Афанасия Брестского                                                           | военный городок Уручье | действующий                        |
| Храм иконы Божией Матери «Неупиваемая Чаша»                                                              | ул. Менделеева         | действующий                        |
| Храм святых равноапостольных Мефодия и Кирилла                                                           | пр. Независимости      | действующий                        |
| Храм собора Белорусских Святых                                                                           | ул. Освобождения       | действующий                        |
| Храм святого праведного Иоанна Рыльского                                                                 | ул. Сапёров            | действующий                        |
| Храм преподобных Оптинских старцев                                                                       | ул. Космонавтов 24     | действующий                        |
| Храм святого Архангела Михаила                                                                           | ул. Янковского 2       | действующий                        |
| Храм святых мучениц Веры, Надежды, Любови и матери их Софии                                              | ул. Янковского 2       | действующий                        |
| Церковь святой блаженной Ксении Петербургской                                                            | ул. Янковского 2       | действующий                        |
| Богоявленский приход                                                                                     | Игуменский тракт       | строящийся, во временном помещении |
| Церковь в честь Святой Троицы                                                                            | ул. Всехсвятская       | действующий                        |
| Церковь Святого Духа                                                                                     | площадь Свободы        | не действующий                     |

## Католические
| Название                                                   | Местоположение         | Статус            |
| ---------------------------------------------------------- | ---------------------- | ----------------- |
| Архикафедральный костёл Святого Имени Пресвятой Девы Марии | пл. Свободы 9          | действующий       |
| Костёл святого Симеона и святой Елены                      | пл. Независимости 15   | действующий       |
| Костёл Воздвижения Святого Креста                          | Кальварийское кладбище | действующий       |
| Костёл Пресвятой Троицы (св. Роха)                         | пр. Независимости 44А  | действующий       |
| Костёл святого Иоанна Крестителя                           | ул. Плеханова 28\1     | строится          |
| Костёл святого Иосифа                                      | ул. Кирилла и Мефодия  | закрыт с 1864 г.  |
| Костёл святого Фомы Аквинского                             | площадь Свободы        | взорван в 1950 г. |

## Другие христианские конфессии
| Название                                    | Конфессия                                   | Местоположение            | Статус      |
| ------------------------------------------- | ------------------------------------------- | ------------------------- | ----------- |
| Церковь Иисуса Христа Святых последних дней | Церковь Иисуса Христа Святых последних дней | пер. Калининградский 18-б | действующий |
| Церковь «Свет Евангелия»                    | евангельские христиане-баптисты             | ул. Райниса               | действующий |
| Церковь «Голгофа»                           | евангельские христиане-баптисты             | 1 Путепроводный пер.      | действующий |
| Церковь «Благодать»                         | христиане Веры Евангельской                 | ул. Гурского, 48          | действующий |
| Церковь «Вифания»                           | христиане Веры Евангельской                 | ул. Ротмистрова, 70       | действующий |
| Церковь «Гефсимания»                        | христиане Веры Евангельской                 | ул. Багратиона, 51        | действующий |
| Церковь «Свет Жизни»                        | христиане Веры Евангельской                 | ул. Собинова, 40          | действующий |
| Церковь                                     | адвентисты седьмого дня                     | ул. Васнецова             | действующий |
| Церковь Святого Григория Просветителя       | Армянская Апостольская                      |                           | действующий |

## Иудейскиесинагоги
| Название               | Конфессия              | Местоположение     |             |
| ---------------------- | ---------------------- | ------------------ | ----------- |
| Синагога на Кропоткина | Хабад                  | ул. Кропоткина, 22 | действующий |
| Синагога на Даумана    | Ортодоксальный иудаизм | ул. Даумана, 13б   | действующий |
| Синагога на Шорной     | Реформистский иудаизм  | ул. Шорная, 20     | действующий |

## Мусульманскиемечети
| Название                | Местоположение     | Статус      |
| ----------------------- | ------------------ | ----------- |
| Соборная мечеть (Минск) | ул. Грибоедова, 29 | действующий |

## Галерея

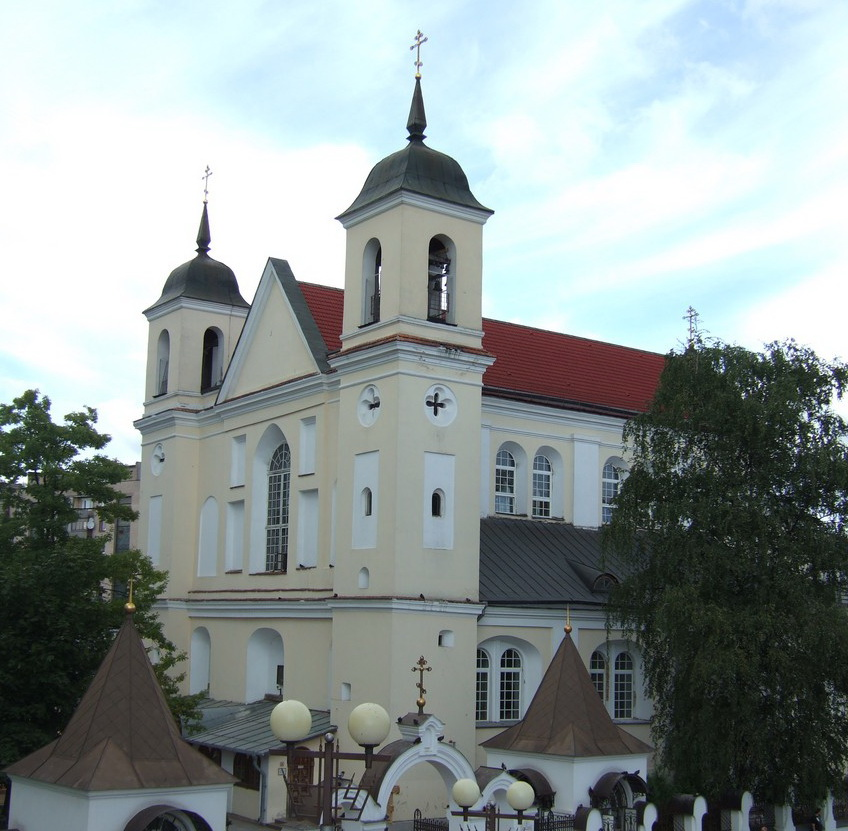
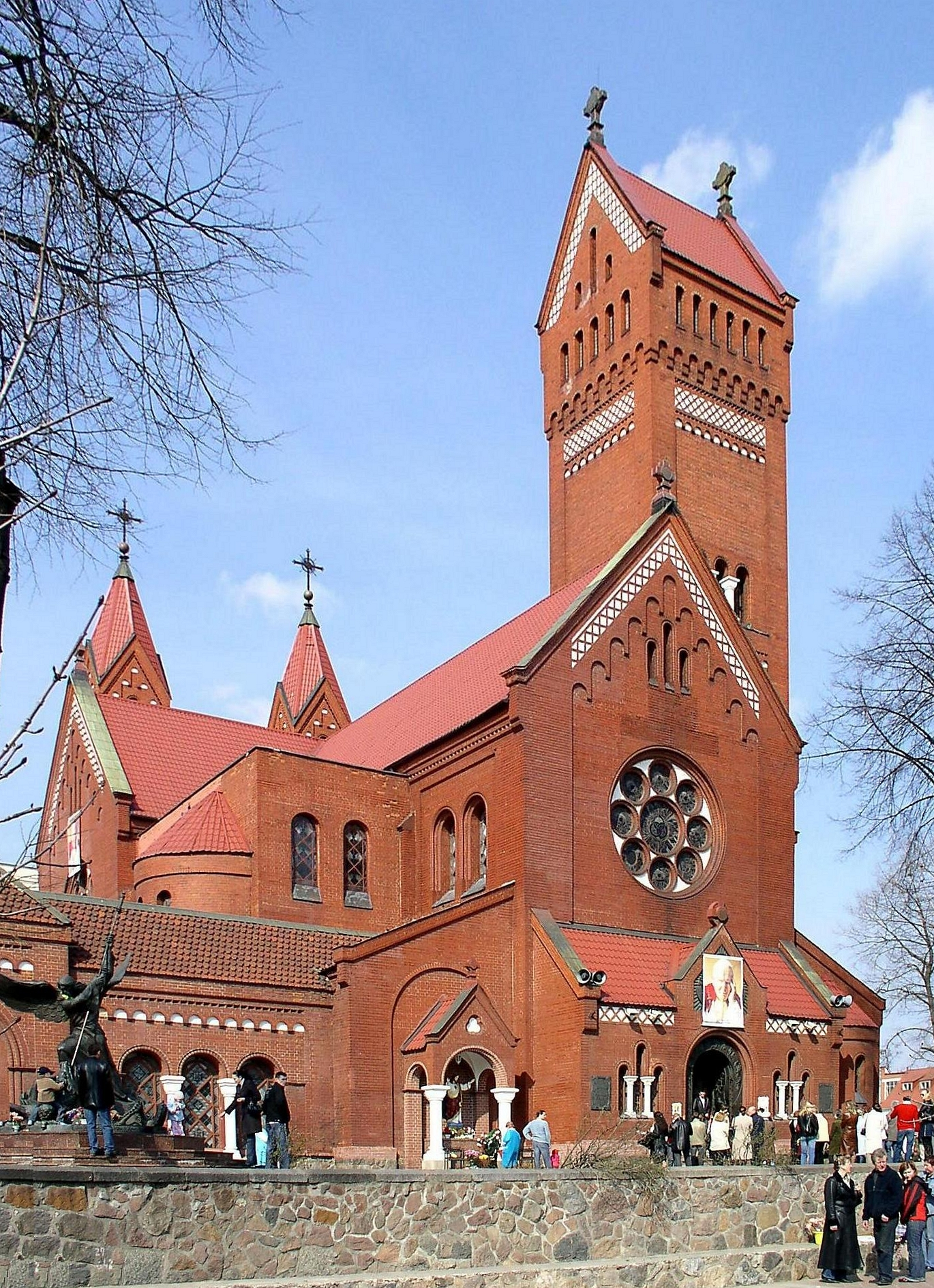
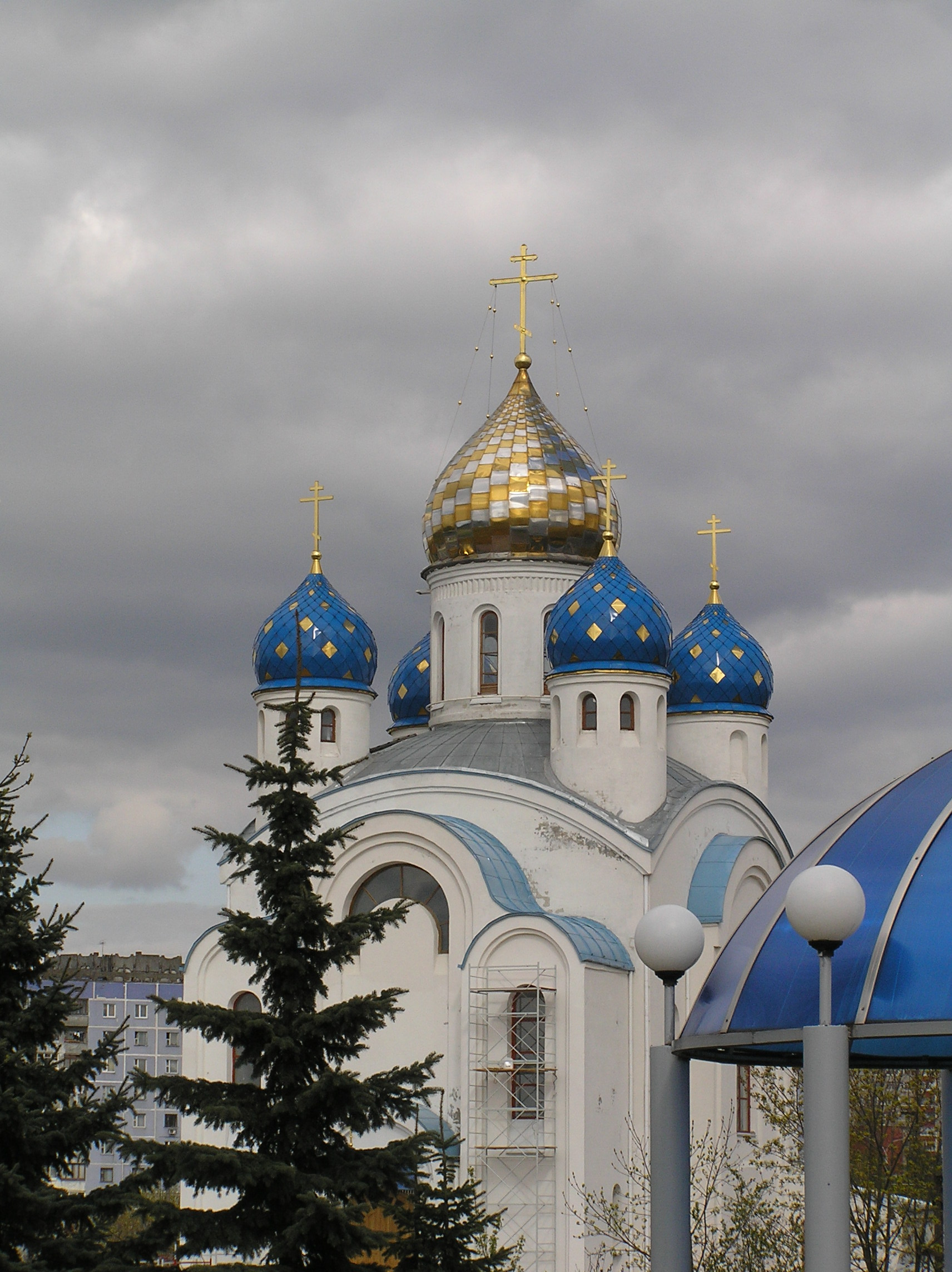
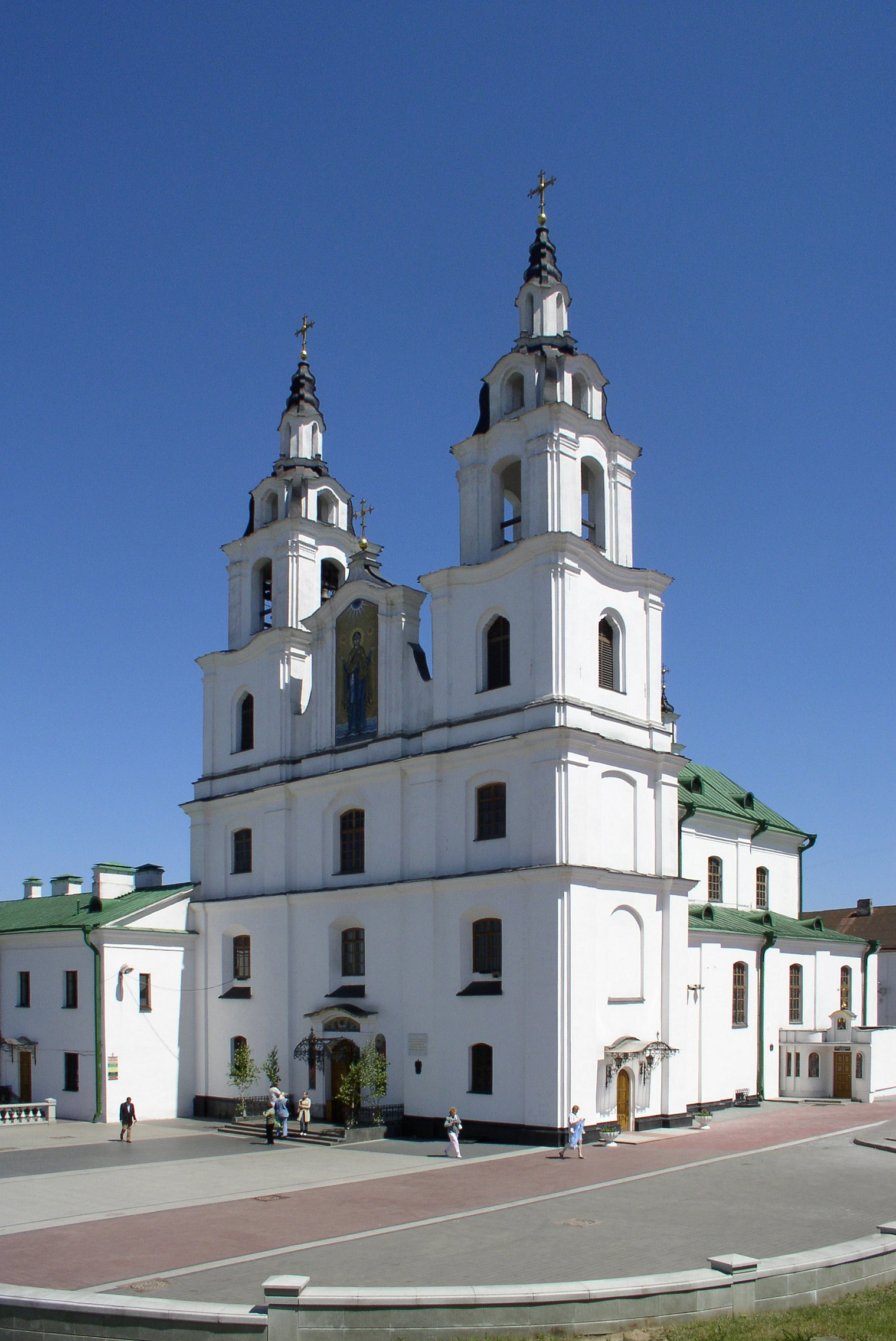
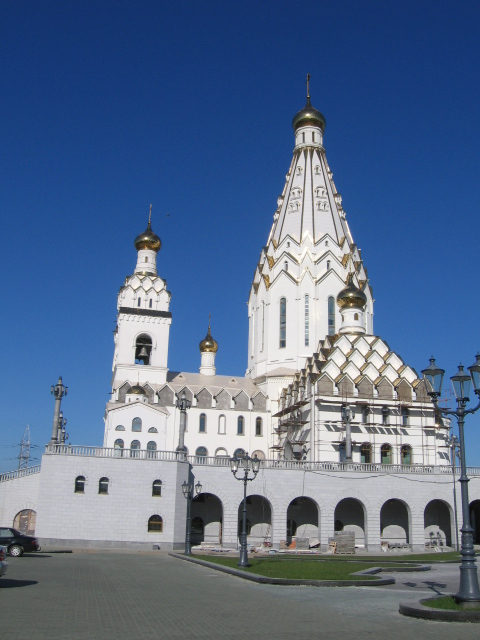
Вид с правой стороны
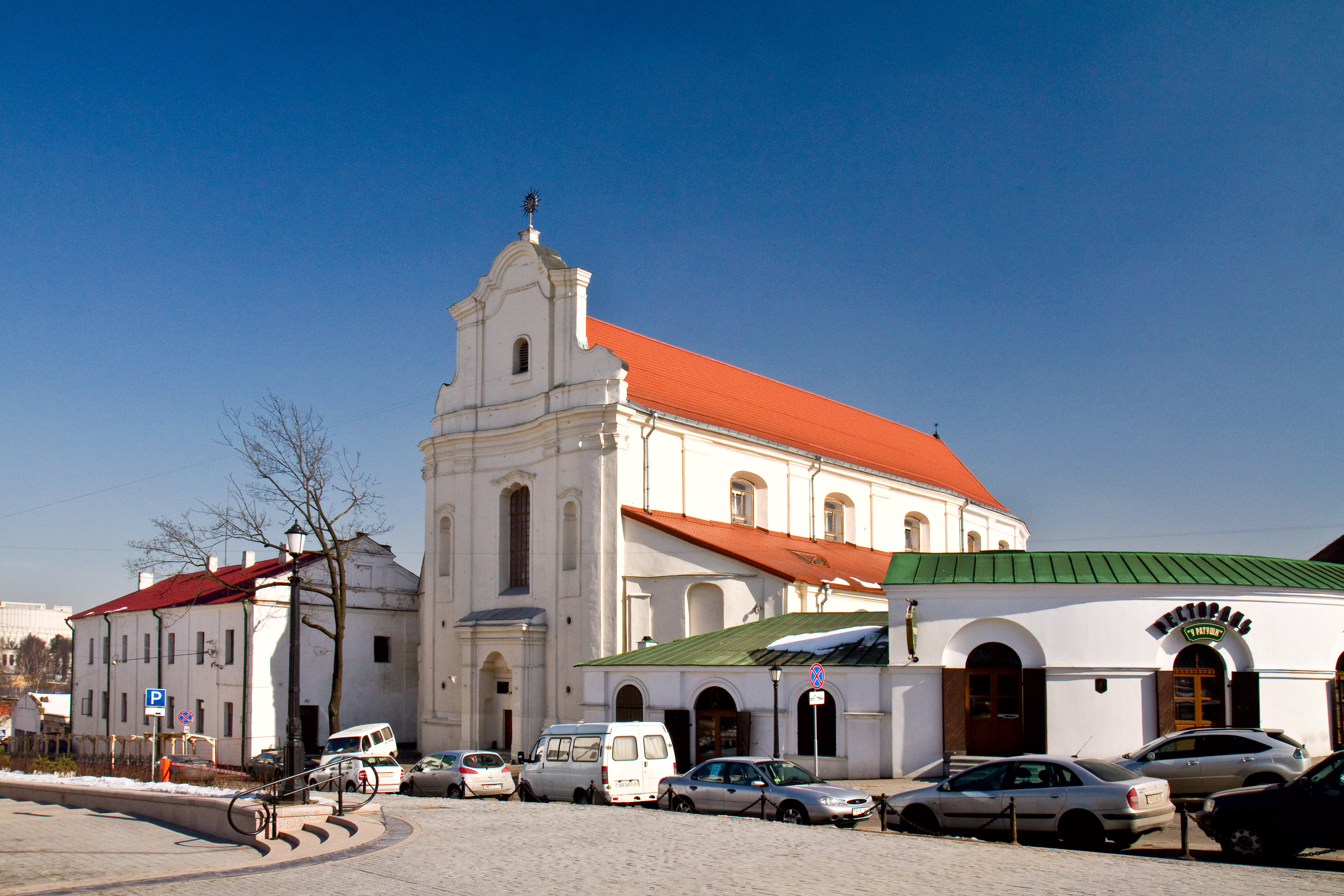
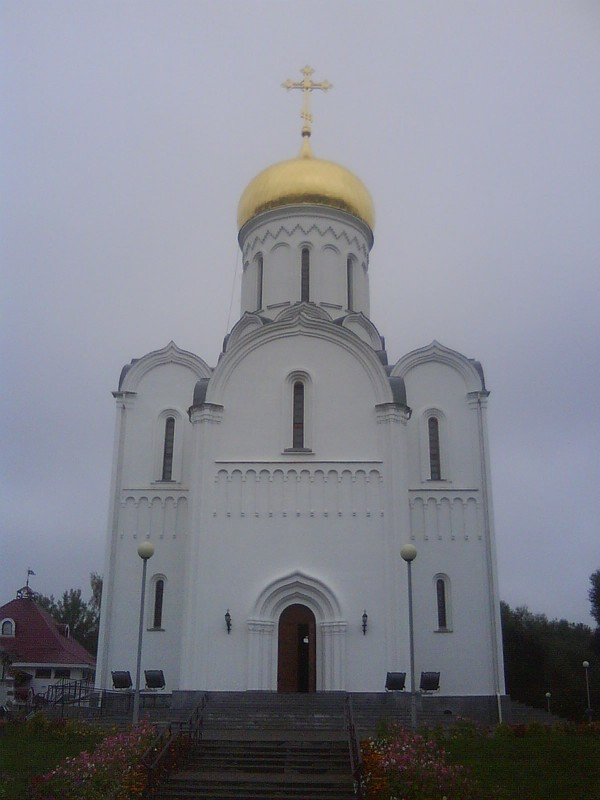
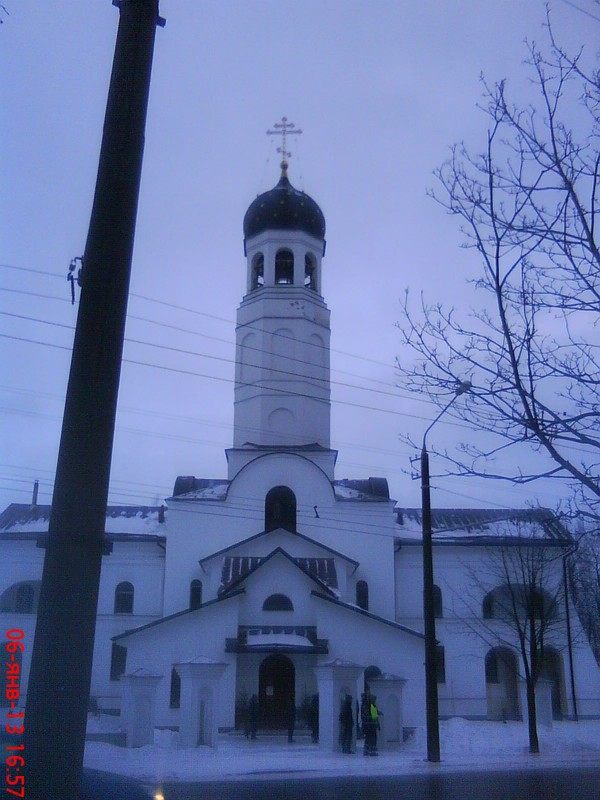